# Hemerodromia vittata
Hemerodromia vittata är en tvåvingeart som beskrevs av Friedrich Hermann Loew 1862. Hemerodromia vittata ingår i släktet Hemerodromia och familjen dansflugor.
Artens utbredningsområde är Connecticut. Inga underarter finns listade i Catalogue of Life.